# Drury Lane
Drury Lane je ulice ve čtvrti Covent Garden vedoucí mezi londýnskými obvody Camden a Westminster.
Ulice vede od High Holborn na severu k Aldwych na jihu.
Pojmenována byla po rodině Druryů, vlastnících zde rozsáhlý dům v době vlády tudorovské dynastie. V 16. a 17. století byla významnou ulicí ale v 18. století tato oblast upadala a stala se centrem prostituce a barů pochybné úrovně.
Jméno ulice je používáno ve vztahu k Theatre Royal, Drury Lane, které zde sídlilo od 17. století. Na Drury Lane se také nachází New London Theatre.